# Menteith

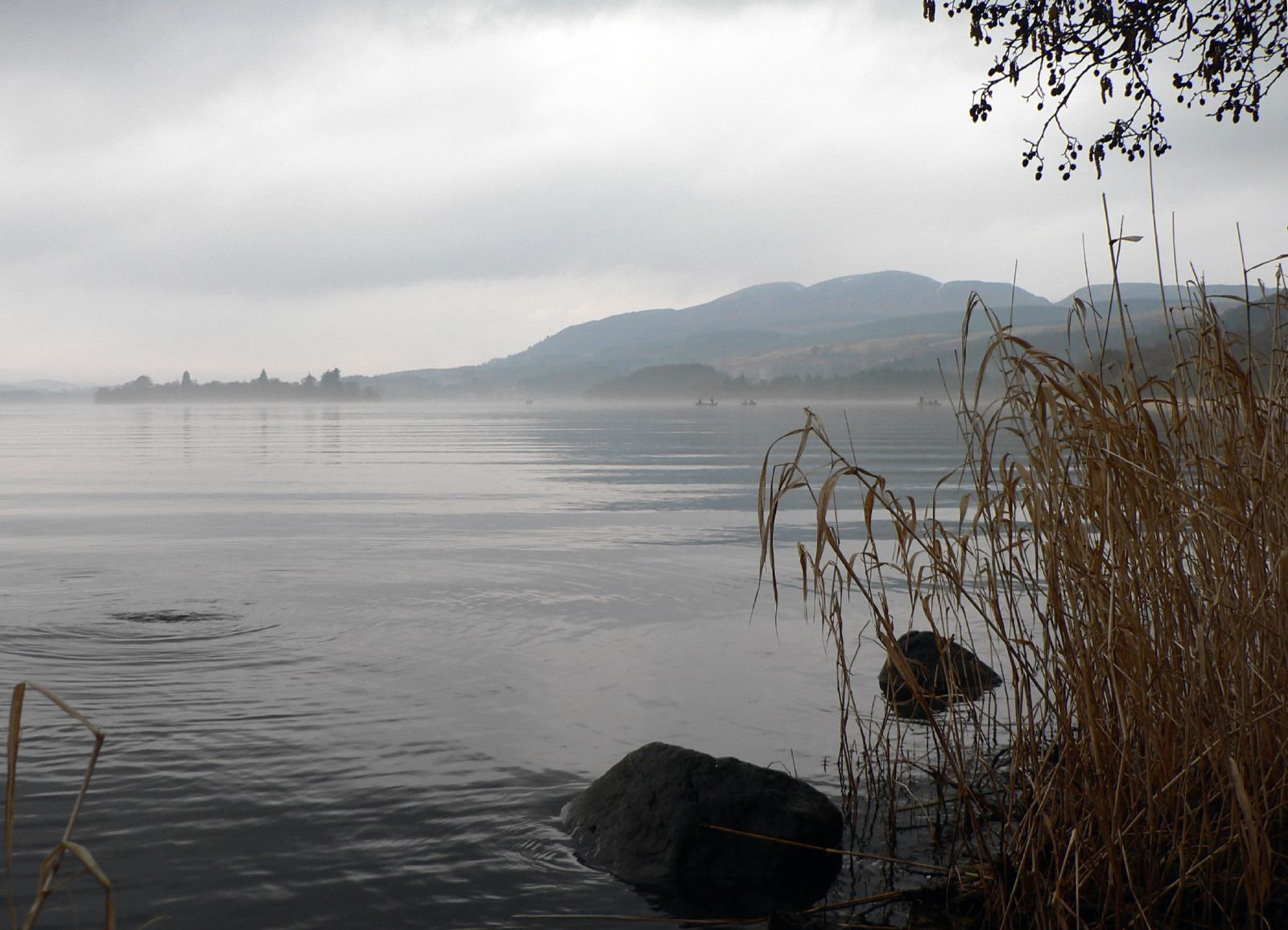
Le lac de Menteith.

Le Menteith ou Monteith (Mòine Tèadhaich en gaélique écossais) est une région traditionnelle d'Écosse. Il est situé dans le centre du pays et occupe approximativement la région comprise entre les rivières Teith (à laquelle il doit son nom) et Forth, en amont de la ville de Stirling.

## Histoire
Au Moyen Âge, le Menteith est le fief des comtes de Menteith. Le premier, Gille Críst, est attesté en 1164. Le titre passe à la maison Stuart par mariage à la fin du XIIIe siècle. Un comté de Menteith tronqué est attribué à Malise Graham en 1427 en échange de son ancien comté de Strathearn. Ses descendants conservent le titre jusqu'à la mort sans enfants du huitième comte, William Graham (en), en 1694.
En 1890, le Menteith est rattaché au comté du Perthshire. Ce comté n'a plus d'existence administrative depuis 1975 : le Menteith relève depuis du district de Stirling, devenu council area de Stirling en 1995.